# 广东科技学院
广东科技学院（英語：Guangdong University of Science and Technology），是一所位于中国广东省东莞市的民办本科普通高等学校。

## 历史
2003年创校时，校名为东莞南博专修学院。
2004年，升格为东莞南博职业技术学院。
2011年4月17日，升本成功，更名为广东科技学院。
2019年9月，广东科技学院松山湖总校区正式启动，将有近五千名新生入驻，标志着广东科技学院正式拉开一校两区的模式。
2021年，获批为硕士学位授予立项建设单位。

## 院系设置
学院现涵盖工学、人文学科、社会学科、管理学等多个学科门类，建有国家职业技能鉴定所，承担国家计划内招生任务。
- 机电工程学院
- 计算机学院
- 管理学院
- 财经学院
- 外国语学院
- 艺术设计学院
- 通识教育学院
- 马克思主义学院
- 继续教育学院
- 国际教育学院
- 创新创业学院

## 位置
南城校区：位于东莞市南城街道，坐落于东莞植物园旁，北接环城路，环境宜人、交通便利。
松山湖校区：位于东莞市石排鎮，临近 从莞深高速。

## 外部連結
- 廣東科技學院（學院官方網站） （页面存档备份，存于）